# Parkaden

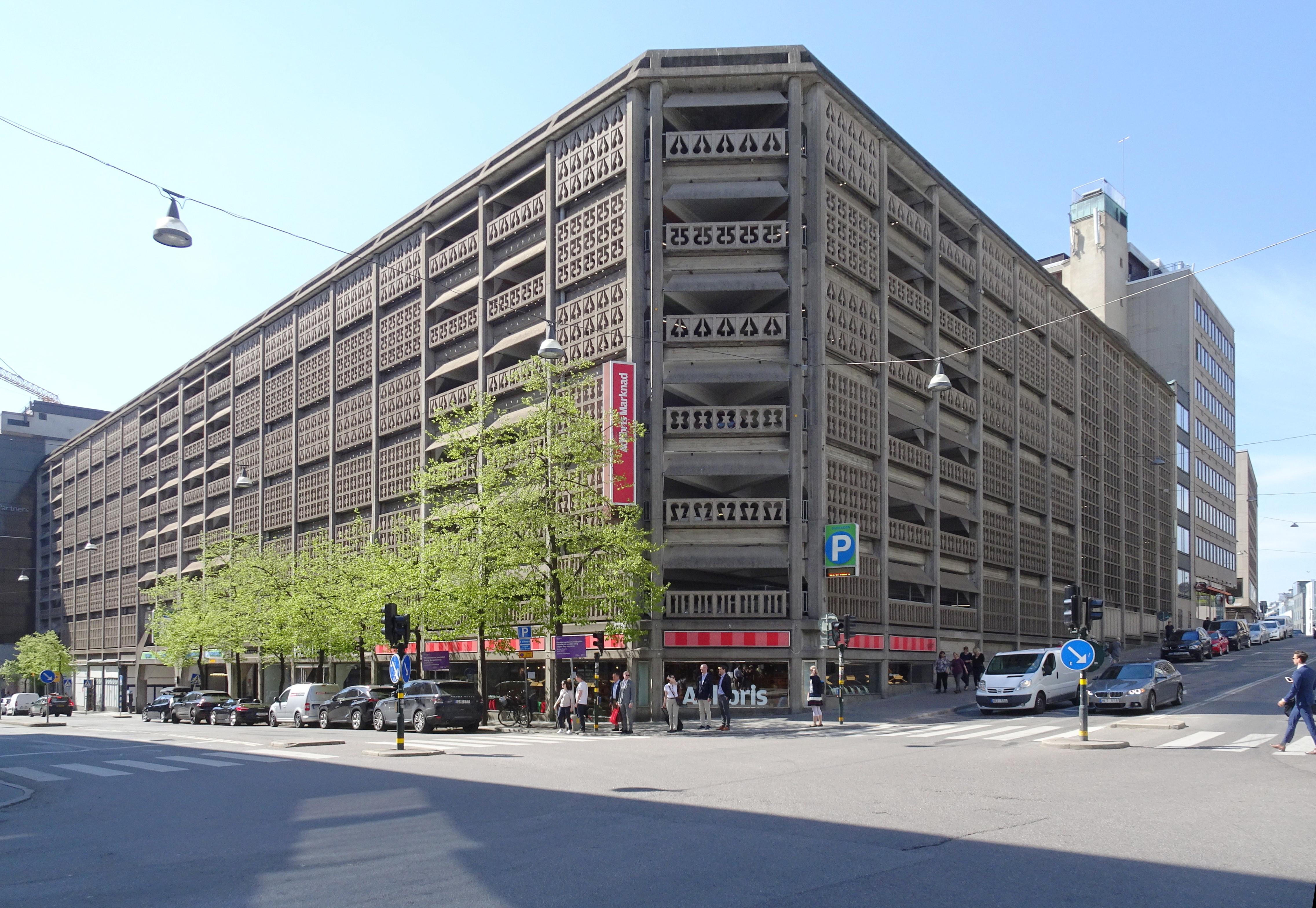
Parkaden hörnet Regeringsgatan / Mäster Samuelsgatan, 2017.

Parkaden (även känt som Hamngatsgaraget och Hamngatsparkaden) är ett parkeringshus för 800 bilar i centrala Stockholm beläget i hörnet Regeringsgatan/Mäster Samuelsgatan i kvarteret Hästskon. Parkaden byggdes 1962-1965. Fastigheten och byggnaden ägs av fastighetsbolaget Hufvudstaden. Parkaden  är blåklassad av Stadsmuseet i Stockholm, vilket innebär att bebyggelsen har "synnerligen höga kulturhistoriska värden" motsvarande fordringarna för byggnadsminnen.

## Historisk bakgrund

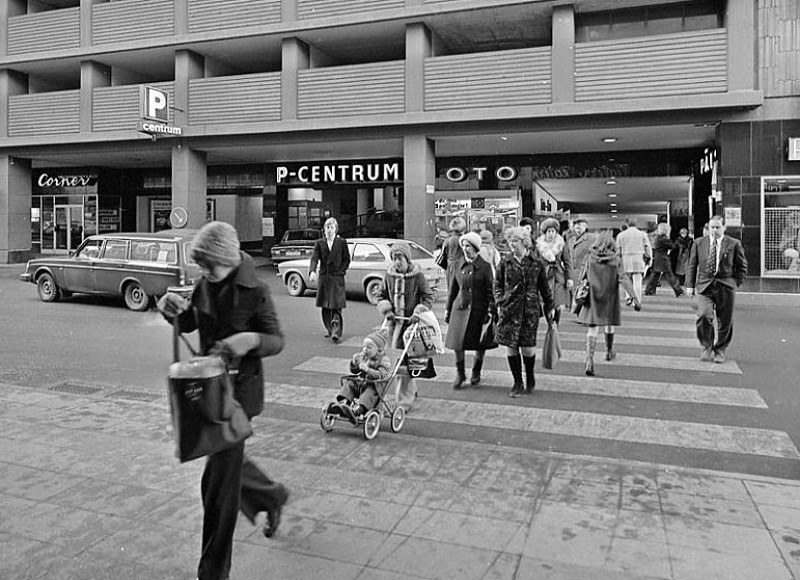
P-Centrum (här från Slöjdgatan 3) var Stockholms första p-hus, byggt 1962.

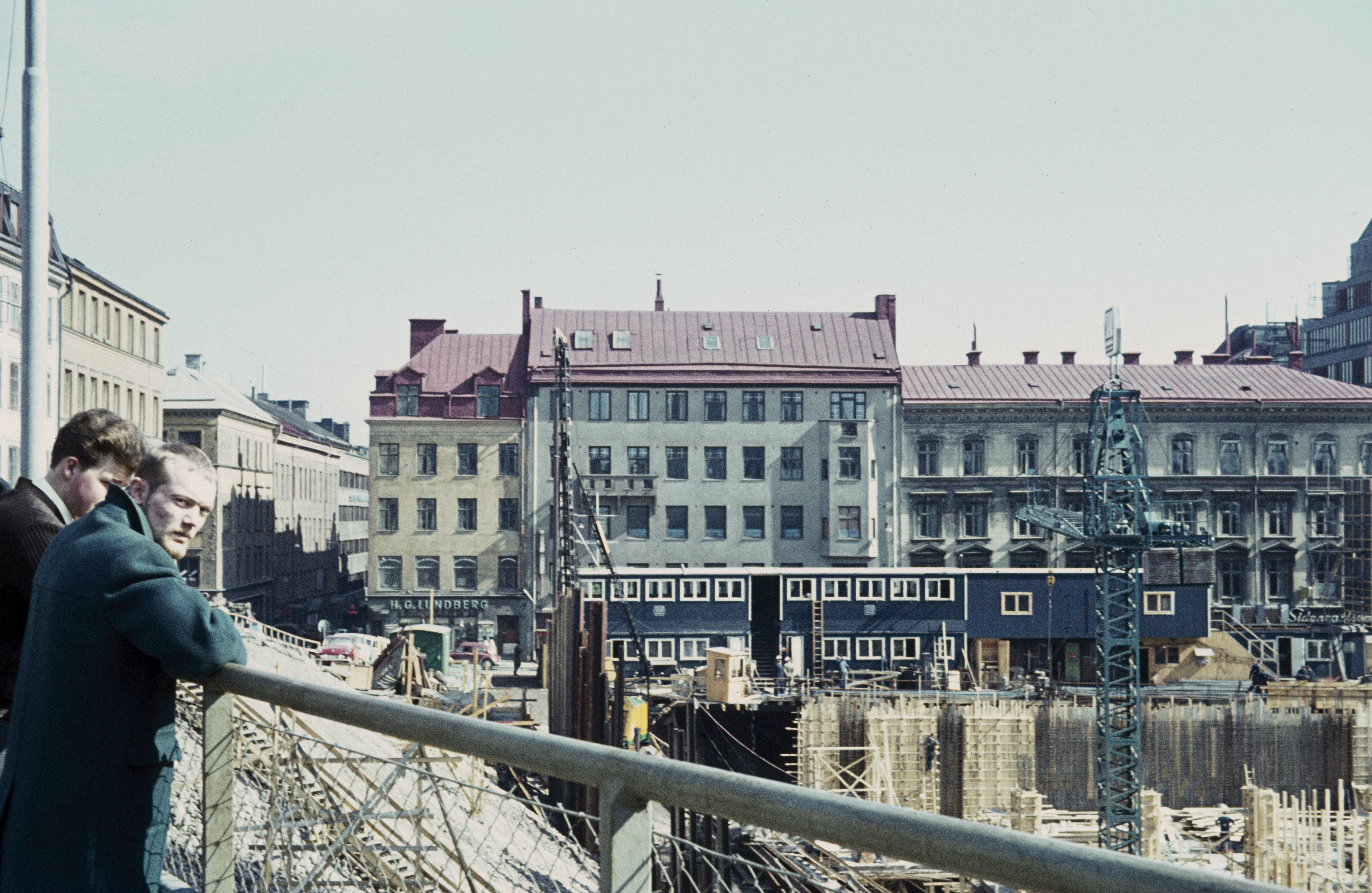
Byggropen för Parkaden, 1963.

På platsen (Regeringsgatan 47) fanns under nästan 300 år vinkällaren och senare restaurangen Tre Remmare. Parkeringsbehovet kom under 1900-talet att bli allt mer akut i Stockholm. Ökningen av biltätheten i Stockholm skedde dubbelt så snabbt under 1940- och 50-talet än vad myndigheterna trodde. Detta ledde till att Sverige 1955 hade Europas högsta biltäthet. Varje år under 1950-talet ökade bilantalet i Stockholm med 10 000 bilar.
Den ökande bilmängden gjorde att Stockholms kommun allt mer kom att se ett ökat behov av parkeringsplatser, framför allt i city. Redan 1922 föreslås det första parkeringsgaraget, då under Brunkebergsåsen, och 1947 fastslår kommunen att den enda möjliga lösningen parkeringshus.
En följd av Norrmalmsregleringen kom att bli att ett starkt fokus föll på parkeringshus ovan jord. Detta föll också i linje med målsättningen att få bort parkeringar från större trafikleder. I 1956 års trafikprognos för Stockholms stad bestämdes det att 20 000 parkeringar behövdes på nedre Norrmalm. Detta kan jämföras med att det år 2008 fanns 8 100 parkeringsplatser på samma yta. City 62 anger att detta parkeringsbehov ska mättas till största del av 14 parkeringshus (när City 67 fastslås har antalet parkeringshus ökat till 20). 
En mycket liten del av dessa kom att byggas, Parkaden var den andra i turordningen, men det första kallades P-Centrum och uppfördes 1962 i kvarteret Adam och Eva mellan Drottninggatan och Slöjdgatan efter ritningar av arkitekten Wilhelm Boijsen och ingenjören Rolf Lerfors. Efter ombyggnader och rivningar av flera parkeringshus i city som Elefanten, Wahrenberg och P-Centrum är Parkaden det sista bevarade parkeringshuset ovan jord i Stockholms city.

## Byggnadshistoria
Byggmästare för Parkaden var bolaget AB Hamngatsgaraget, som var ett bolag gemensamt ägt av NK, SIAB och SEB. Byggnaden ritades av Hans Asplund, som även tidigare varit anställd hos NK för att rita deras tillbyggnad längs Regeringsgatan
Bygget initierades mycket på grund av den nya parkeringsnormen som fastslagit i slutet av 1950-talet. Parkeringsnormen angav att det fastighetsägare som vid nybyggnation behövde ordna med parkeringsplatser till byggnaden. NK behövde således nya parkeringsplatser i och med tillbyggnaden mot Regeringsgatan och SEB likväl parkeringar i och med byggnationen av huvudkontor vid Sergels torg. Både NK och SEB kom att placera olika nyttoverksamheter (exempelvis lager) inne i Parkaden.

### Historiska bilder

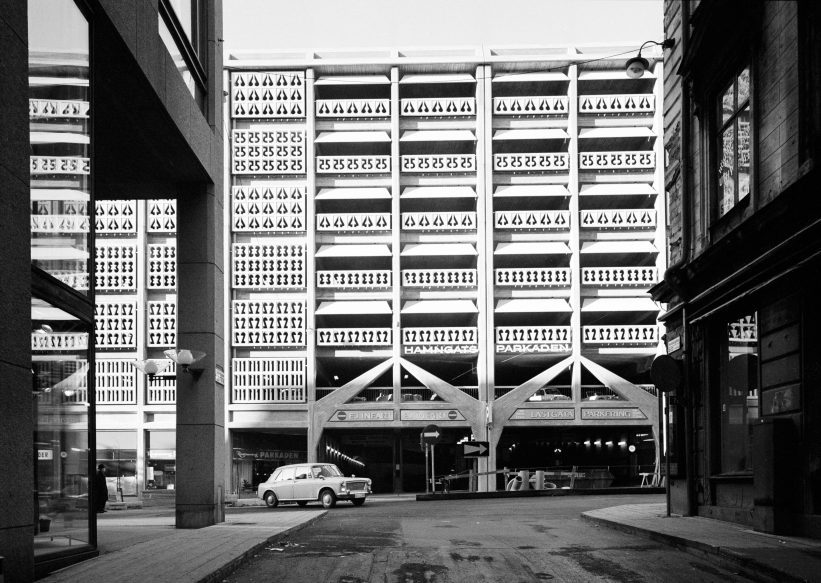
In- och utfart, sommar 1966.
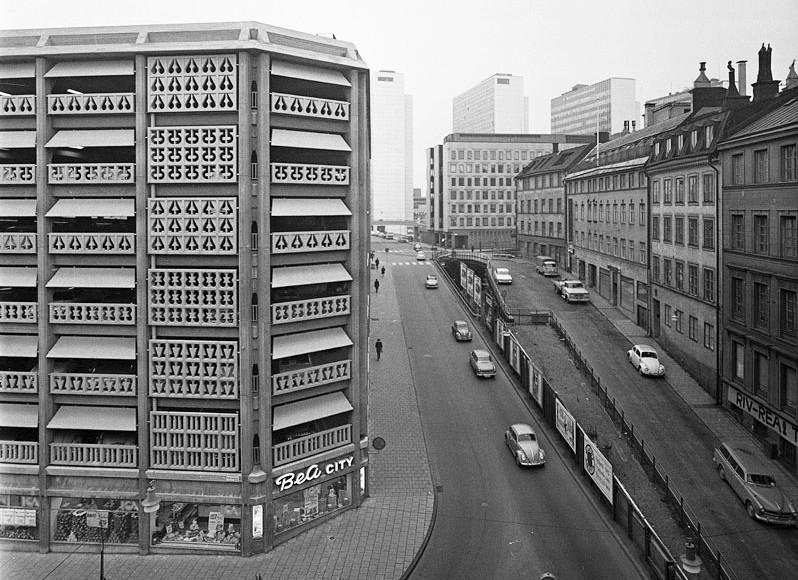
Hörnet Mäster Samuelsgatan / Regeringsgatan, november 1966.
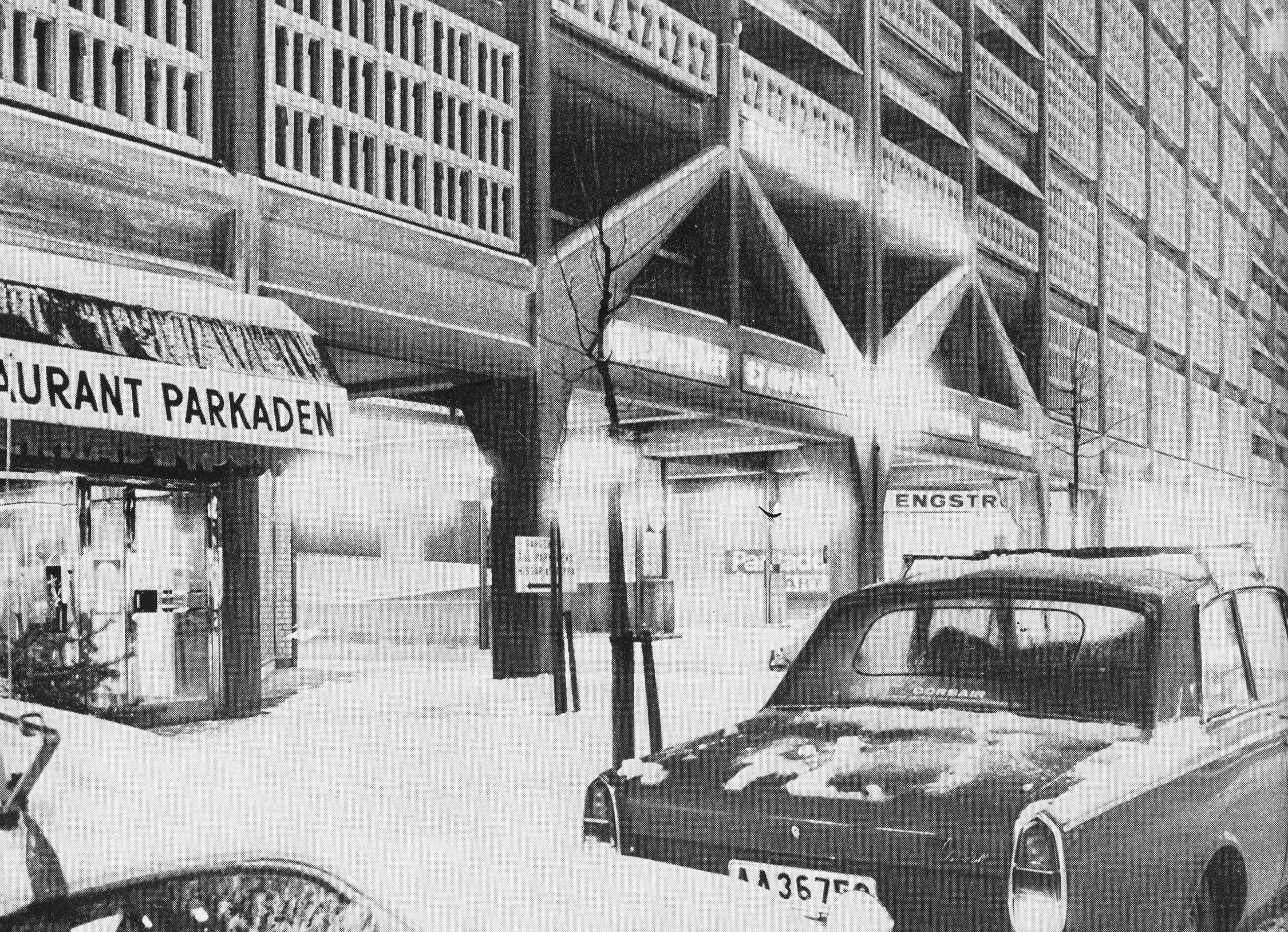
In- och utfart, vinter 1968.
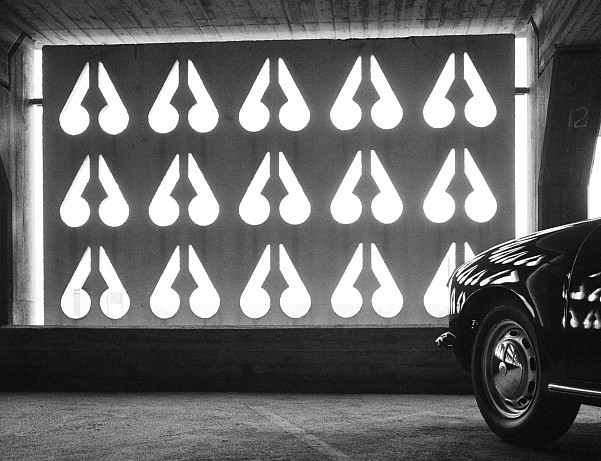
På plan 6.
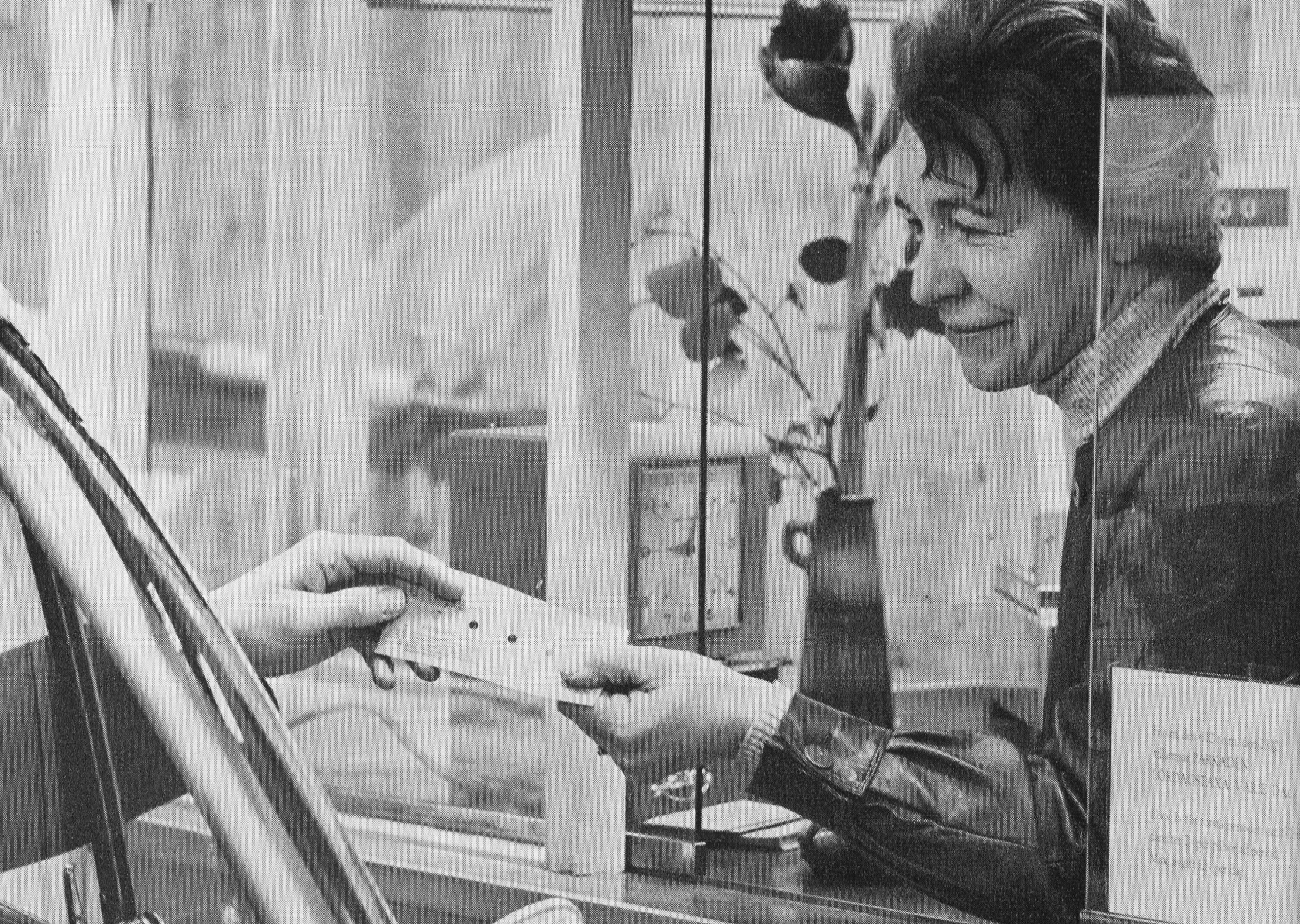
Parkadens manuella utfartskontroll.

### Konstruktion

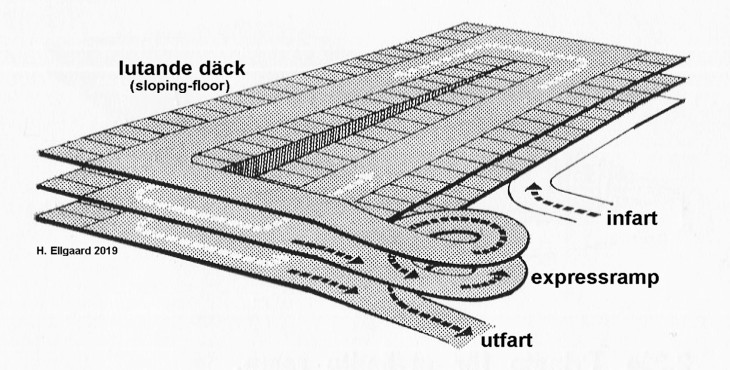
Lutande däck med expressramp.

Parkeringshuset Parkaden är konstruerat efter principen "lutande däck" med "expressramp". Det innebär att bilarnas vertikala förflyttning vid infart erhålls genom att våningsplanen lutas uppåt i körriktningen, så att ett helt varvs körning i huset motsvarar en våningshöjd. Vid utfart används en så kallad expressramp, som är en cirkelrund spiralformad utfartsramp vid husets kortsida mot nordväst. In- och utfart sker både till och från Regeringsgatan respektive Malmskillnadsgatan.
Byggnaden innehåller för parkeringsändamål sju lutande våningsplan ovan jord inklusive takplan. Parkeringsrutorna är snedställda. Ursprungligen fanns plats för 960 bilar, men efter anpassning av parkeringsrutorna efter att bilarnas storlek ökat sedan byggnadens uppfördes finns idag plats för 800 bilar. I bottenvåningen ligger butiker och ett gym, SATS. I södra delen av anläggningen finns ett trapphus med fyra hissar, utgång är till Regeringsgatan, mittemot NK. Inne i huset finns även en biltvätt. 
Med undantag för expressrampen som är platsgjuten är hela huset uppfört i betongelement, där fasadelementen har utformats med ett genombrutet mönster av siffror som anger våningsplanet. Siffrorna är rättvända och spegelvända om varann för att vara läsbara både inifrån och utifrån huset. Siffrorna bildar ett ornamentalt mönster som har blivit kännetecknande för Parkaden.

## Nutida bilder

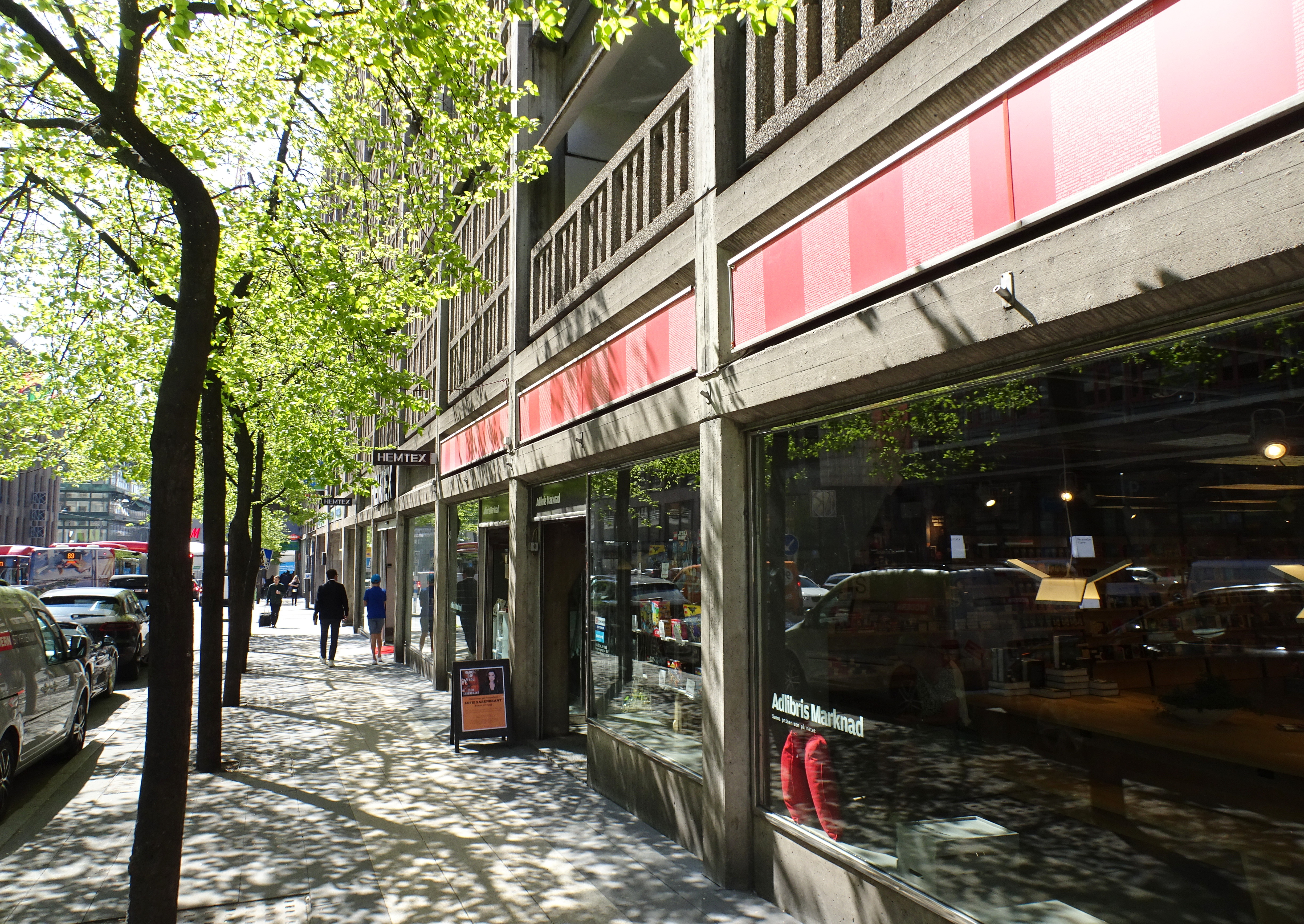
Fasad mot Regeringsgatan
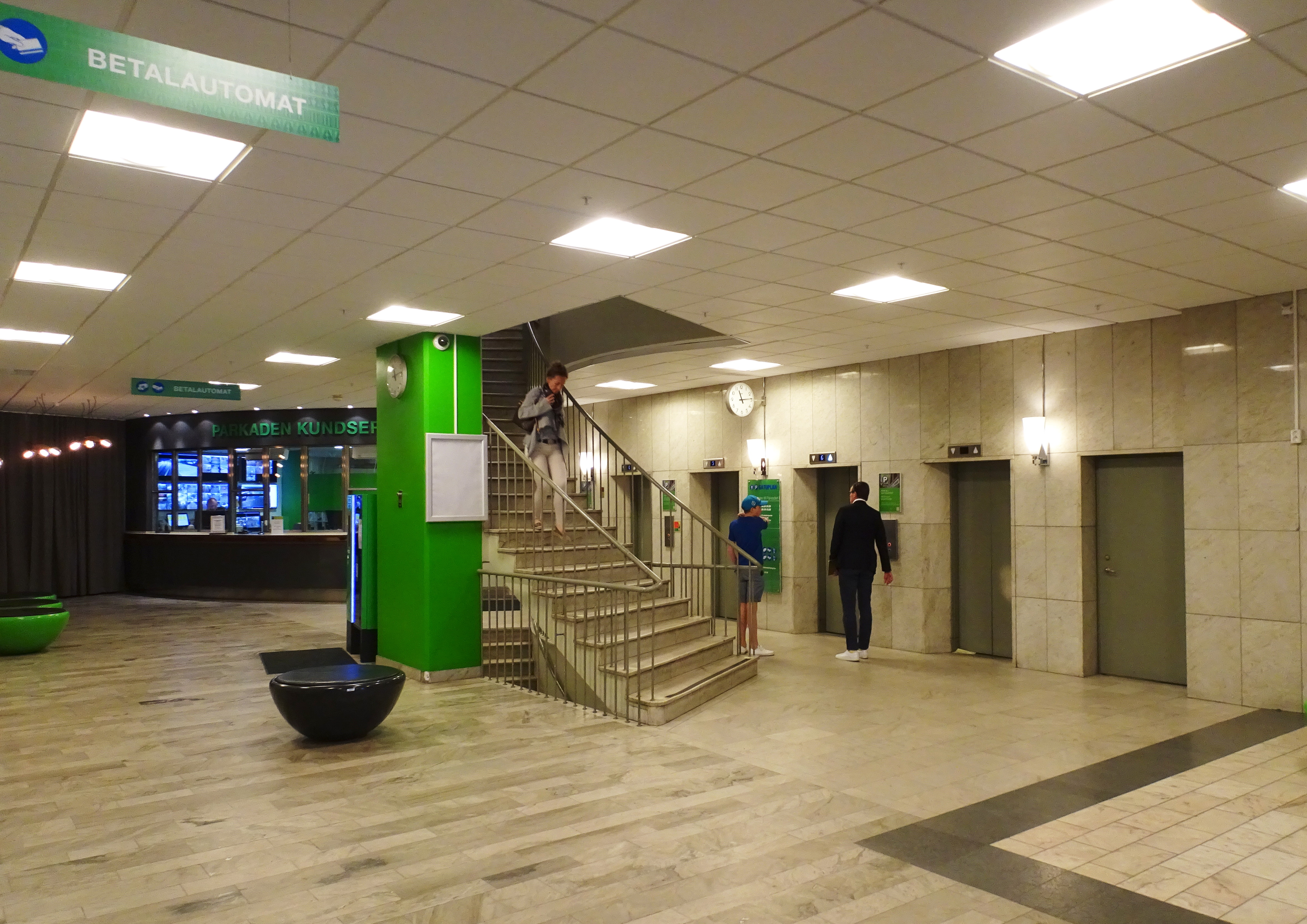
Entréhallen
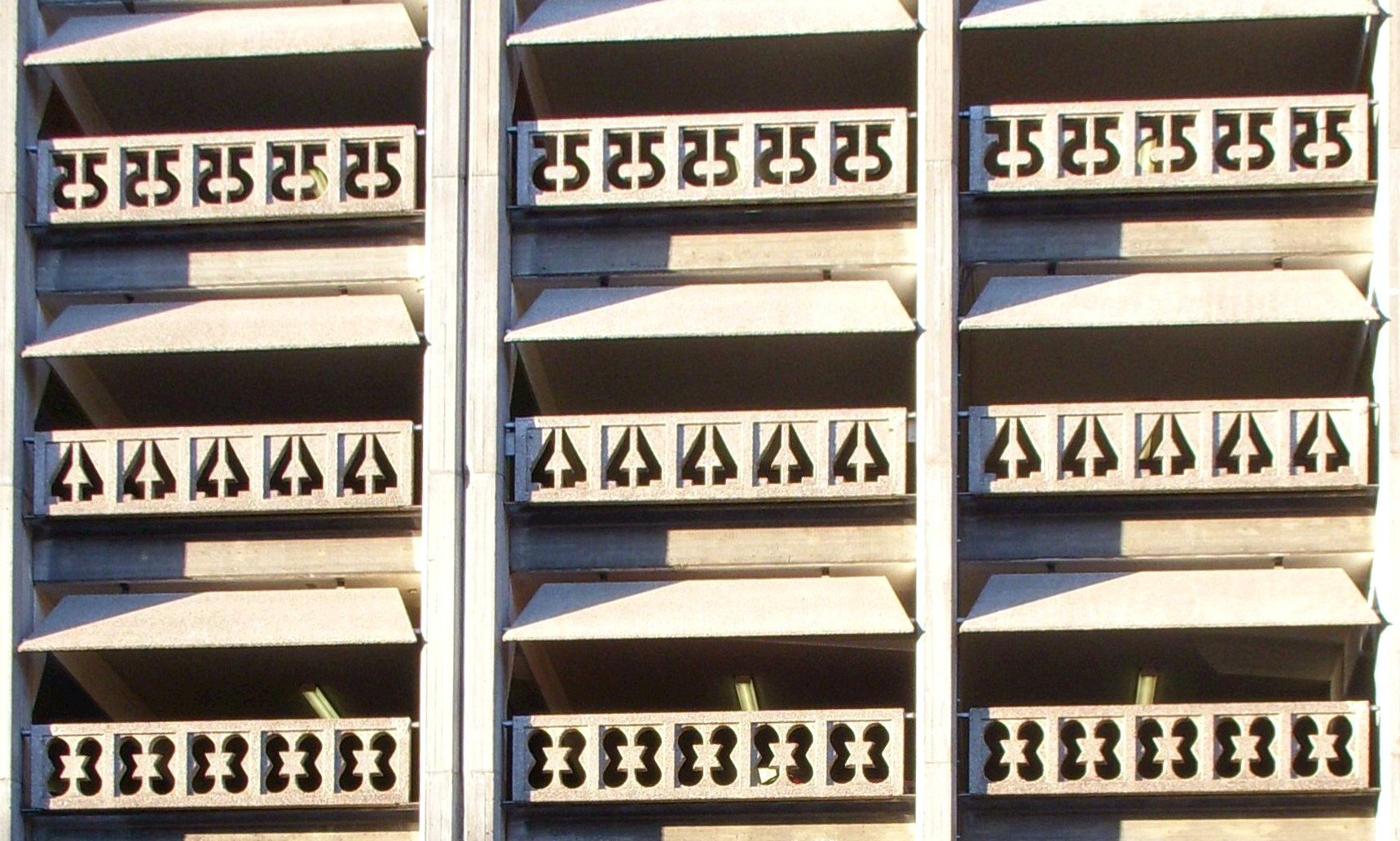
Fasadelementen plan 3, 4 och 5
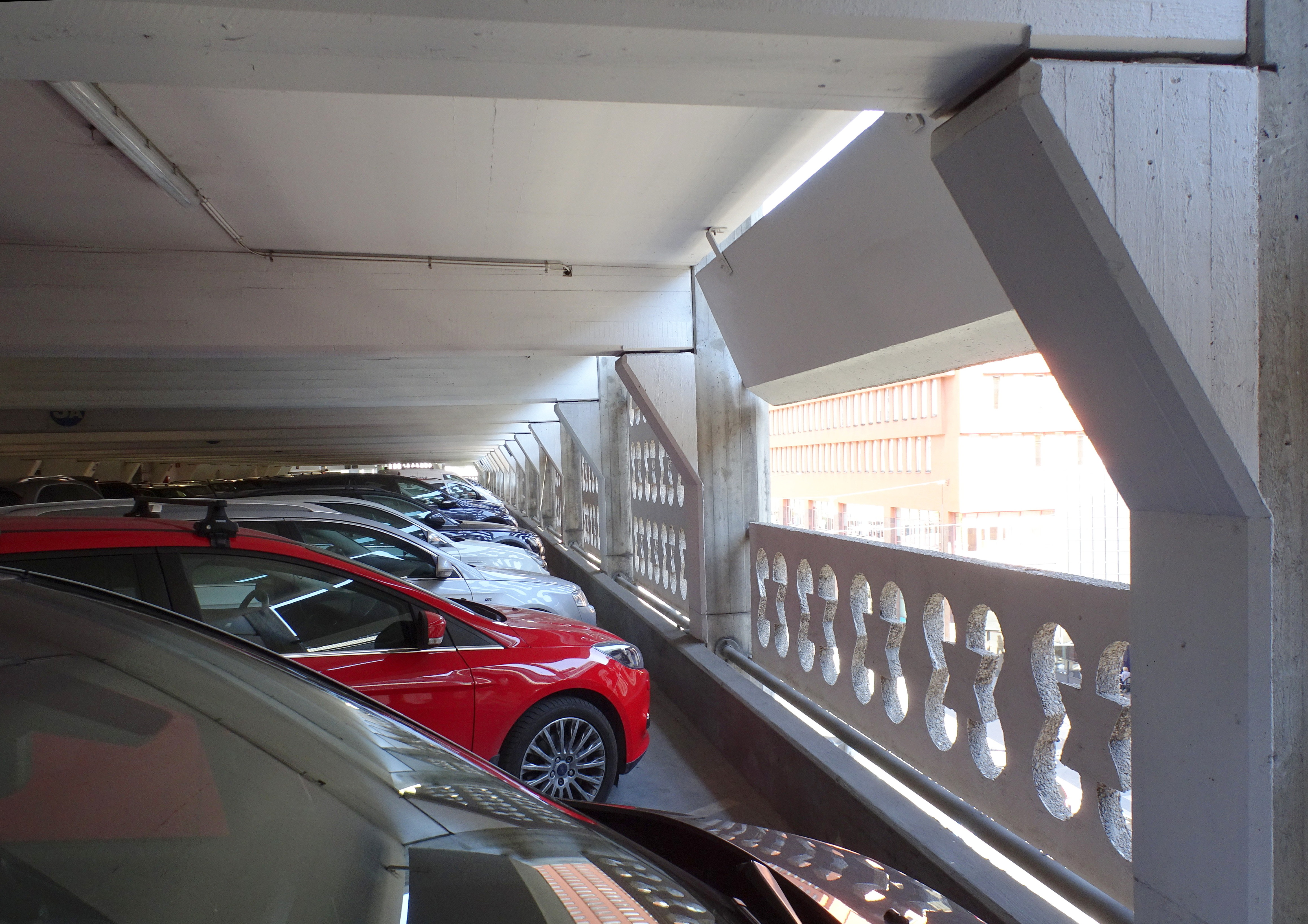
Interiör på plan 3
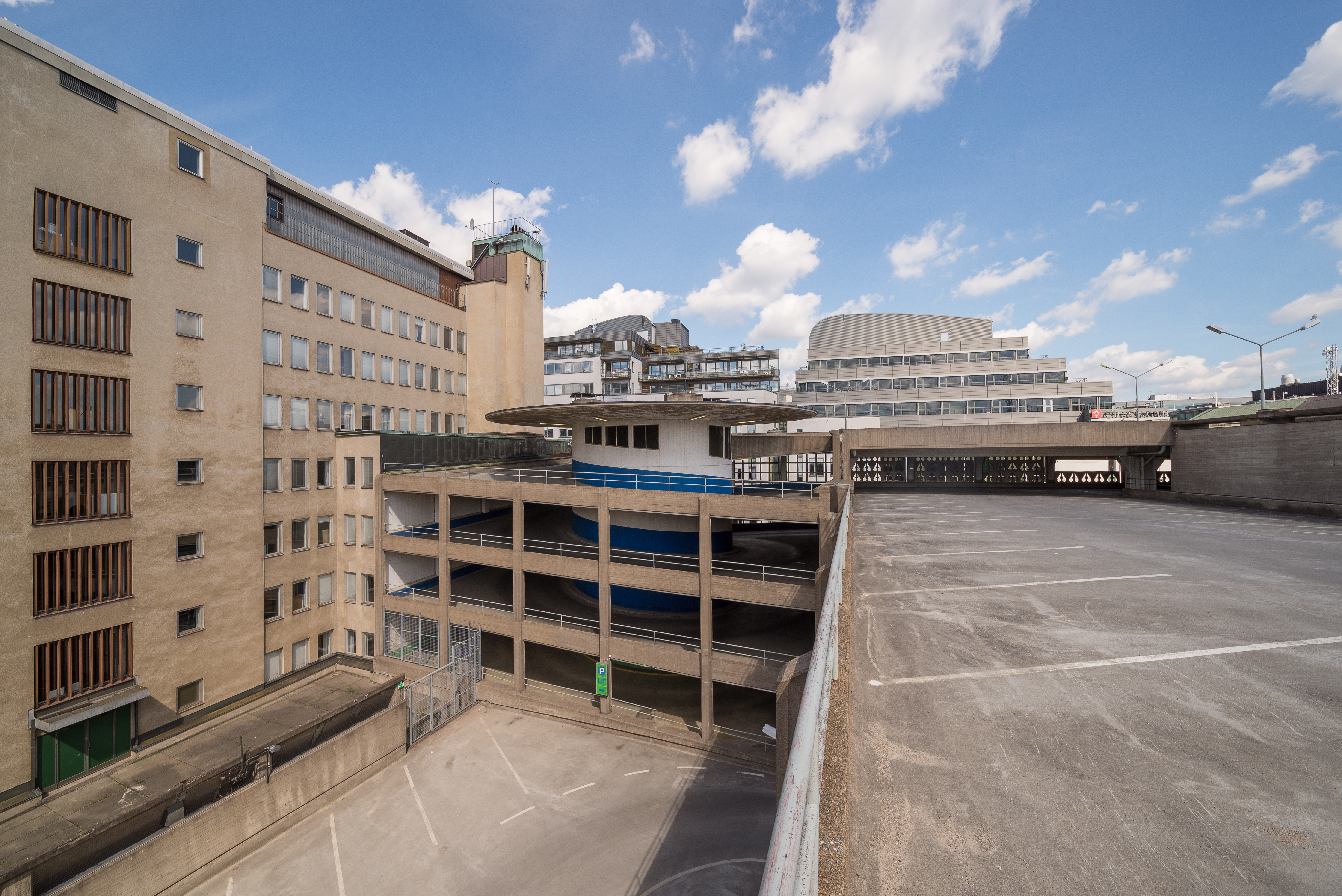
Parkaden kombinerar en expressramp med lutande däck.

## Skyddsmärkning
Fastigheten klassades år 2007 genom Stockholms stadsmuseums Norrmalmsinventering som en av de mest värdefulla fastigheterna på Norrmalm, och byggnaden var en av fjorton fastigheter uppförda 1960-1989 som gavs en så kallad blåmärkning vilket innebär att huset uppfyller kriterierna för byggnadsminnen i kulturminneslagen.